# Torneo de Basilea 2017
El Swiss Indoors 2017 fue un torneo de tenis que perteneció a la ATP en la categoría de ATP World Tour 500. Se disputó del 23 al 29 de octubre de 2017 sobre pista dura en la ciudad de Basilea, Suiza.

## Puntos y premios

### Distribución de puntos
| Modalidad            | Campeón | Finalista | Semifinales | Cuartos de final | 2.ª ronda | 1.ª ronda | Clasificados | 2.ª ronda de clasificación | 1.ª ronda de clasificación |
| Individual masculino | 500     | 330       | 200         | 100              | 50        | 0         | 25           | 13                         | 0                          |
| Dobles masculino     | 500     | 300       | 180         | 90               | –         | –         | 45           | 25                         | 0                          |

### Premios monetarios
| Evento               | Campeón   | Finalista | Semifinal | Cuartos de final | R16      | R32      | Q2      | Q1      |
| Individual masculino | € 395 850 | € 194 070 | € 97 650  | € 49 665         | € 25 790 | € 13 600 | € 3 010 | € 1 535 |
| Dobles masculino     | € 119 190 | € 58 350  | € 29 270  | € 15 020         | € 7 770  | —        | —       | —       |

## Cabezas de serie

### Individuales masculino
| Tenista               | Ranking | Preclasificado |
| Roger Federer         | 2       | 1              |
| Marin Čilić           | 4       | 2              |
| David Goffin          | 10      | 3              |
| Juan Martín del Potro | 19      | 4              |
| Jack Sock             | 21      | 5              |
| Roberto Bautista      | 22      | 6              |
| Adrian Mannarino      | 29      | 7              |
| Mischa Zverev         | 30      | 8              |

- Ranking del 16 de octubre de 2017.[2]

### Dobles masculino
| Tenistas                          | Ranking | Preclasificados |
| Henri Kontinen John Peers         | 3       | 1               |
| Ivan Dodig Marcel Granollers      | 30      | 2               |
| Raven Klaasen Rajeev Ram          | 33      | 3               |
| Juan Sebastián Cabal Robert Farah | 50      | 4               |

## Campeones

### Individual masculino
Roger Federer venció a  Juan Martín del Potro por 6-7(5-7), 6-4, 6-3

### Dobles masculino
Ivan Dodig /  Marcel Granollers vencieron a  Fabrice Martin /  Édouard Roger-Vasselin por 7-5, 7-6(8-6)